# Culicoides australiensis
Culicoides australiensis är en tvåvingeart som beskrevs av Jean-Jacques Kieffer 1917. Culicoides australiensis ingår i släktet Culicoides och familjen svidknott. Inga underarter finns listade i Catalogue of Life.